# Stephen Gray
Stephen Gray (Canterbury, 1666 – Londen, 7 februari 1736) was een Engels wetenschapper en astronoom. Tijdens zijn onderzoek naar statische elektriciteit ontdekte hij dat sommige materialen geleidende eigenschappen hebben; hij was de eerste die onderscheid maakte tussen geleiders en isolatoren.

## Levensloop
Geboren als zoon van Mathias Gray werd Stephen na enige basisscholing leerjongen in de wolververij handel van zijn vader (en later zijn oudere broer). Zijn interesses lagen echter bij de natuurwetenschap en in het bijzonder bij de astronomie. Via invloedrijke vrienden uit de regio die hem toegang gaven tot hun bibliotheken en wetenschappelijk instrumentatie wist hij zichzelf op te leiden in deze nieuwe tak van de wetenschap.
Hij maakte zijn eigen lenzen en bouwde zijn eigen telescoop waarmee hij vanaf de jaren 1690 veel tijd besteedde aan astronomische observaties. Met zijn instrument deed hij aantal kleine ontdekkingen (vooral op het gebied van zonnevlekken), maar verkreeg wel een reputatie voor de nauwkeurigheid in zijn waarnemingen. Hij raakte bevriend met John Flamsteed, de eerste Astronomer Royal die in Greenwich een nieuw observatorium aan het bouwen was.
Gray was een talentvolle observator en wel zo dat Trinity College in Cambridge hem rond 1707 als assistent inhuurde bij de geplande bouw van een nieuw observatorium. Maar door slecht leidinggeven mislukte het project. Noodgedwongen moest Gray terugkeren naar de verfhandel in Canterbury.
In de latere jaren van zijn leven ging hij zich meer en meer bezighouden met elektriciteit. Zijn interesse voor elektriciteit verscheen voor het eerst in 1708 in een brief aan Hans Sloane, waarin hij het gebruik van donsveertjes beschrijft om elektriciteit te detecteren.

## Carrière
Gray deed vele studies naar elektrische verschijnselen. In 1726 elektrificeerde hij – via wrijving – een glazen buis en vond uit dat de kurken op de uiteinden van de buis elektrisch geladen werden. Verder onderzoek toonde aan dat vele materialen konden geleiden en dat elektrische ladingen over grote afstanden verplaatst konden worden.
Zo voerde hij samen met een vriend, John Theophilus Desaguliers, diverse experimenten uit die aantoonden dat voorwerpen zoals kurk over afstanden van acht- tot negenhonderd voet elektrische geladen konden worden door ze te verbinden met een opgeladen glazen buis via draden van henneptouw. Ze vonden uit dat een materiaal zoals zijde geen elektriciteit geleid en dat voorwerpen ook niet opgeladen konden worden als ze contact maken met aarde. Door het henneptouw aan zijdedraden op te hangen wist hij te voorkomen dat ze contact maakten met aarde.
Verder ontdekte hij dat metalen voorwerpen in de hand niet via wrijving opgeladen konden worden, maar wel – mits gemonteerd op een niet-geleider – elektriciteit konden geleiden. Hij constateerde dat sommige substanties de elektrische vloeistof over grote afstanden kunnen doorgeven middels contact (zoals metalen, mensen en water), terwijl andere substanties (zoals glas en zijde) die eigenschap volledig missen.
De resultaten van Gray’s onderzoek werden gepubliceerd in de Philosophical Transactions van de Royal Society of London (1731-32 & 1735-36)

## Onderscheidingen
Hij werd tweemaal onderscheiden met de Copley Medal van de Royal Society. Zowel in 1731 (de eerste keer dat de onderscheiding werd uitgereikt) als in 1732 kreeg hij deze prijs voor zijn onderzoek naar elektriciteit. Ondanks zijn vele werk en wetenschappelijke ontdekkingen voor de Royal Society werd hij pas in 1732 als lid aangenomen. Hij overleed vier jaar later in uiterste armoede.